# Jacques-Guillaume Thouret
Jacques Guillaume Thouret (Pont-l'Évêque, 30 de abril de 1746 - París, 22 de abril de 1794) fue un revolucionario francés Girondino, abogado, presidente de la Asamblea Nacional Constituyente y víctima de la guillotina.

## Biografía
Nació en Pont-Évêque, Calvados (Normandía) de padre notario, Thouret se convirtió en abogado en el parlamento de Ruan en 1773, y en 1787 produjo un informe muy aprobado sobre el estado de Normandía. En 1789 fue elegido diputado a los estados generales por el tercer estado de Rouen, y en la Asamblea Constituyente su elocuencia le valió una gran influencia. Como tantos abogados de su tiempo, se opuso violentamente al clero y apoyó firmemente la secularización de la propiedad de la iglesia.  

### Asamblea Nacional
En 1788 participó en la agitación que contribuyó a la destitución de los Estados Generales. Jacques G. Thouret fue elegido diputado a los Estados Generales por el tercer estado de Rouen y jugó un papel decisivo en la composición de los cuadernos de peticiones locales. En la Asamblea Constituyente (a partir del 17 de junio de 1789) su elocuencia le valió gran influencia. Abogó por la supresión de las órdenes religiosas y de todos los privilegios eclesiásticos, y contribuyó activamente al cambio del sistema judicial y administrativo; en particular, exigió la redacción de un código civil uniforme. Fue cuatro veces elegido presidente de la Asamblea Constituyente (3 de agosto de 1789, se negó a servir; 12 a 23 de noviembre de 1789; 8 a 27 de mayo de 1790; 11 a 30 de septiembre de 1791, las sesiones finales de la Asamblea).

### Comité Constitucional
Thouret se unió al Comité Constitucional a fines de septiembre de 1789. El artículo cinco de la Declaración de los Derechos del Hombre y del Ciudadano fue adoptado por su iniciativa, pero sus esfuerzos más importantes rodearon el proceso por el cual Francia se dividió en departamentos hasta 1790. El 3 de septiembre de 1791, una diputación de sesenta miembros de la Asamblea Nacional Constituyente bajo la presidencia de Thouret presentó la Constitución de 1791 a Luis XVI de Francia; el 13 de septiembre, el Rey se dirigió a la Asamblea, declarando que aceptaba la Constitución.

### Días posteriores
Después de la disolución de la Asamblea, Thouret se convirtió en miembro, y luego en 1793 presidente de la Corte de Casación. Fue incluido en la proscripción de los girondinos, cuyas opiniones políticas compartía, y fue guillotinado en París, durante el período de El Terror de la Revolución francesa, el mismo día que su compañero Isaac Le Chapelier, miembro del Comité Constitucional, y abogado defensor de Luis XVI de Francia, Guillaume-Chrétien de Lamoignon de Malesherbes.

## Legado
En la galería del segundo piso de la Corte de Casación de Francia se puede ver un busto de Thouret creado en 1879 por Jules-Constant Destreez.
También se puede ver un busto de Thouret y una placa de dedicación en una calle nombrada en su nombre (Rue Thouret) en la comuna francesa de Ruan.

## Obras
Además de sus discursos e informes, escribió:
- Cuadro cronológico de I´Histoire ancienne et moderne
- Discours de M. Thouret devant I´Assemblée nationale fait
- au nom du comité de la Constitution: Sur I´obligation du roi
- de résider dans le royaume (1790)
- Abrégé des révolutions de I´ancien gouvernement français [2]